# Johan Frederik Classen
Johan Frederik Classen (født 11. februar 1725 i Christiania i Norge, død 24. marts 1792 på Arresødal i Danmark) var en dansk-norsk industridrivende, generalmajor, godsejer og stifter af Det Classenske Fideicommis.

## Opvækst og begyndende karriere
Classen blev født i Oslo (der da hed Christiania), hvor hans fader, der stammede fra Sønderborg på Als, var organist. Faderen, der havde samme navn som sønnen, var født 1697 og døde 1775, og moderen, Maria, født Walter (1702–1768), var af norsk gårdejerslægt, hvis morfader, Jacob Luth (ca. 1632-1702), kgl. foged på Ro, var en datter af Luth Walter (ca. 1602-1668), 1/3 1631 kgl. skovrider i Skanderborg len, 24/4 1643 i Københavns len, og Magdalene Müller (Itzehoe-1674, begr 3/7 i Kbh., Nicolaj), søster af Henrik Müller (1609-1692) – dansk rentemester, amtmand og godsejer. Etter at have gennemgået latinskolen i sin fødeby blev han 1741 student ved Københavns Universitet, hvor han allerede 1744 underkastede sig teologisk eksamen.
Det var imidlertid ikke hans hensigt at bruge denne eksamen. Han synes straks at have kastet sig over praktisk virksomhed, muligvis en tid arbejdet i Kommercekollegiet, hvor en slægtning, justitsråd Christian Walter, var kommitteret, muligvis været i forbindelse med en af datidens store købmænd, Andreas Bjørn. Sikkert er det, at da Frederik 5. i 1749 gæstede Norge, var Classen med i admiral Andreas Rosenpalms følge, og ved denne lejlighed trådte han formentlig i forbindelse med forskellige norske forretningsmænd. Her kan peges på indehaverne af det umiddelbart før oprettede Moss Kanonstøberi, agent Erik Anker og Matthias Wærn, og muligvis på Christiania-købmanden P.L. Vogt, der året efter anlagde en krudtmølle. Classen, der kun var 24 år gammel, optrådte nemlig umiddelbart efter som leverandør af krigsmateriel og særlig som kommissionær for Moss Kanonstøberi. Som sådan førte han dettes forhandlinger med Landetatens generalkommissariat, og det er mærkeligt at se, hvor heldig han stadig var i denne virksomhed. Han synes at have haft formående tilknytningspunkter i kongens umiddelbare omgivelser. 1751 blev han kancelliråd, og 1753 udnævntes han til sekretær i Kommercekollegiet.
1755 opstod der strid mellem indehaverne af Moss Kanonstøberi, og den med bitterhed udfægtede tvist førte bl.a. til, at Classen (vistnok i 1759) ophørte at være værkets befuldmægtigede; han var dog ikke af den grund uden beskæftigelse. Straks efter købmanden Andreas Bjørns død i 1750 havde han efter ham deltaget i leverancen af de "presenter", Danmark havde forpligtet sig til årligt at yde barbareskstaten Algier. Han begyndte med at levere presenternes 8.000 kanonkugler, gik derefter til også at levere krudtet (500 centner, dvs. 25.000 kg), overtog endelig også tovværket og tømmeret og endte med efter fast kontrakt hvert år at præstere den samlede leverance. For at kunne dette trådte han i forbindelse med en række industridrivende, og han tænkte efterhånden på selv at blive industridrivende. Hans lykkelige handelsforhold sættes for øvrigt i forbindelse med den daværende spanske gesandt i København, Marquis de Puente Fuerte. 1754 søgte han at oprette et glasværk, som dog ikke kom i stand, men året efter anlagde han uden for Østerport en fabrik for fajanceovne. Herude havde han af de Danneskjold-Laurwigenske arvinger købt en lystgård og have ved det såkaldte Fiskerhus, en besiddelse, som han i 1765 forøgede ved af gehejmeråd Hans von Ahlefeldt at købe en tilgrænsende ejendom, "Fiskerhuset forhen kaldet"; herved grundlagdes den senere så berømte Classens Have.

## Frederiksværk
Det blev imidlertid ikke fajancefabrikken, som skulle bringe ham frem i industriel henseende. Hvad der væsentlig skaffede hans virksomhed i denne retning et stort sving, var, at Frederik 5. i 1756 skænkede ham i kompagni med købmanden etatsråd Just Fabritius den ved Arresøens afløb til Roskilde Fjord liggende såkaldte agatmølle, som en franskmand, de Peyrembert, forgæves havde søgt at gøre til et etablissement for fremstilling af smedede jernkanoner. Classen og Fabritius skulle her anlægge et krudtværk, men de anlagde tillige et støberi for metalkanoner, og Classen tænkte ganske sikkert på anlægget af et fuldstændigt våbenetablissement.
Stedet døbtes straks Frederiksværk. Det blev dog ved krudtværket og støberiet, men for disse virksomheder var tiden også særlig gunstig. Den Preussiske Syvårskrig udbrød i 1756, og den danske hær rustedes stærkere og stærkere, bl.a. for at kunne modstå et russisk angreb, som i 1762 antog en bestemt truende form. I april 1762 var der fire krudtmøller i gang på Frederiksværk med i alt 204 stamper, der støbtes ugentlig fire-fem sekspundige metalkanoner, og værket beskæftigede 305 arbejdere foruden de hovbønder, som hørte under det. Denne stærkt forcerede virksomhed ophørte imidlertid, da den russiske kejser Peter 3. af Rusland i juli 1762 blev afsat og myrdet.
Da Frederiksværk oprettedes, nedlagdes Rådvad i Jægersborg Hegn som krudtmølle ligesom Gjethuset i København som kanonstøberi, og Classen blev i 1757 udnævnt til generalkrigs- og ammunitionskommissær med justitsråds rang og 800 rigsdaler i årlig gage. Frederiksværk støttedes fra højeste steder, og Classen gennemførte imod amtmandens og rentekammerets protest, at der blev lagt jord og bønder under værket. Ja, i 1760 udvirkede han en kongelig resolution om, at amtets betjente ikke måtte forurolige Frederiksværks interessenter, selv om de måtte finde, at disse over for bønderne, ved anvendelsen af skovene eller lignende gik "for vidt". De skulle kun gøre indstilling til vedkommende kollegium og afvente dettes afgørelse. I samme år blev Classen generalkrigskommissær med obersts rang, ligesom han blev udnævnt til deputeret i Landetatens generalkommissariat, det kollegium, med hvilket han som leverandør til hæren stadig afsluttede kontrakter, og til hvilket forholdet ikke altid var helt venskabeligt.
På dette tidspunkt ønskede Classens kompagnon, etatsråd Fabritius, hvis betydning vel væsentlig havde været at indskyde de nødvendige penge, at trække sig tilbage, og forholdet ordnedes nu således, at kongen for 130.000 rigsdaler købte værket, over hvilket Classen beholdt ledelsen, således "at han dermed efter eget Behag kan skalte og valte, som han vil". I juni 1761 overleveredes værket til kongen, men det var Classen, der overleverede det, og Classen, der modtog det. Hans stilling forandredes ikke væsentligt, og i de følgende år gjorde han bl.a. forsøg på forsøg med at få en række forskellige industrier til at blomstre på værket, dog uden varigt held.

## På toppen
Den franske general grev Claude Louis de Saint-Germain, som under forberedelserne til kampen mod Rusland var blevet indkaldt hertil, blev i 1763 sat i spidsen for den danske krigsbestyrelse. Landetatens generalkommissariat blev omdannet til et krigsdirektorium, der, efter en tid at have måttet vige for det høje krigsråd under prins Carl af Hessen, holdt sig ved magten til 1767. Med denne krigsbestyrelse, i hvilken general Peter Elias von Gähler var et virksomt medlem, stod Classen i et, som det synes, meget fortroligt forhold, og den erhvervede i 1767 kongens stadfæstelse på nogle "Preliminair-Puncte" til en kontrakt med ham, hvorefter Frederiksværk og Kronborg Geværfabrik gratis skulle tilskødes Classen, idet staten endnu samtidig skulle forpligte sig til årlig i 30 år at tage for 120.000 rigsdaler krudt, kanoner og geværer m.m. fra de samlede værker. Classens tanke om et stort våbenetablissement syntes herved at skulle blive realiseret.
En så stor nådesakt vakte imidlertid opmærksomhed. Mange kræfter kom i bevægelse, og i april 1768 nedsattes en stor undersøgelseskommission. Chefen for rentekammeret, grev Ditlev Reventlow, blev dens formand, og væsentlige medlemmer i den var gehejmeråden generalintendant Heinrich Carl von Schimmelmann og generalprokurøren Henrik Stampe. Kommissionen, der anstillede nogle i deres resultater mærkelige regnestykker, var ikke venlig mod Classen. Den fandt, at hele forholdet "var indrettet til Fordel for Classen", og resultatet blev, at denne trods den kongelige stadfæstelse helt måtte give afkald på Kronborg Geværfabrik og betale Frederiksværk med 100.000 rigsdaler uden endda at få tilsagn om nogen som helst statsleverance. Schimmelmann overtog Kronborg Geværfabrik for 70.000 rigsdaler.
Det var et føleligt nederlag, Classen her led, og det søgtes gjort endnu føleligere ved forsøg på at lade Gjethuset genopstå som kanonstøberi, men det blev ved forsøgene herpå, og efter nogle års forløb stod Classen på ny i fuldt arbejde med store statsleverancer. I Christian 7.s første regeringstid vekslede strømningerne hurtigt, ja modsatte indflydelser kunne på én gang gøre sig gældende, og således skete det da, at Classen, samtidig med at den nedsatte kommission arbejdede imod ham, benådedes med at få rang med generalmajorer. Fra nu af var hans karriere stadig og uafbrudt stigende og blev herved i denne så urolige tid et særsyn. Hvor hyppigt og voldsomt personer og systemer end skiftede, og hvor allieret Classen end havde været med de faldne magthavere, stod han og Frederiksværk stadig lige højt og lige sikkert. Han støttede sig afgjort en tid til A.G. Moltke, og under Johann Friedrich Struensees regimente deltog han i hoffets larmende forlystelser, ligesom han mærkeligt begunstigedes ved støbningen af nogle store metalmorterer, der skulle bruges ved et påtænkt tog mod deien af Algier, men desuagtet stod han også højt hos Ove Høegh-Guldberg. 1774 fik han en fingerring med indskriften "Fortjent" og 1775 titel af generalmajor, samme år blev han ridder (storkors) af Dannebrog og endelig i 1783 ekscellence.
Classens interesser holdt sig imidlertid ikke udelukkende ved handelsvirksomhed og industrielle foretagender, de førtes efterhånden også over på landbruget. 1768 havde han købt godserne Corselitze og Carlsfeldt på Falster af prins Carl af Hessen, og 1773 og 1776 fik han endog to hovedgårde oprettet af godset ved Frederiksværk, nemlig Arresødal og Grønnesøgård (eller Grønnæssegård). Men her som i sin industrielle virksomhed yndede han at herske selvstændigt, og han var, for at tage et eksempel, ingen ven af regeringens forsøg på at regulere hoveriet.

## Det Classenske Fideicommis
Hvor meget han end interesserede sig for landbruget, lyder det derfor overraskende i hans testamente af 28. januar 1789 at træffe en bestemmelse om, at hans bønders hoveri skal bestemmes "paa den allerømmeste og lemfældigste Maade, endog mildere, end Love og Forordninger foreskrive"; men ligesom hans arbejdsomme og energisk førte liv viser en mærkelig dygtighed til at forme situationer og vinde personer, således er hans testamente et naturligt udtryk for de samme egenskaber. Dets første paragraf lyder således:
"Min Grundsætning er, at mit hele Efterladenskab skal i Fremtiden være en bestandig samlet Fond, der skal anvendes dels til at danne nyttige Mennesker til Statens bedste, til at understøtte og befordre Vindskibelighed og Arbejdsomhed i de nødvendigste Dele for Landets Vel og til at hjælpe og lindre Fattigdom og Elendighed."
Herefter gik hele hans betydelige formue over til at blive et for det danske samfunds udvikling i høj grad fortjenstfuldt fideikommis, idet det skal fremhæves, at testamentet særlig påbød oprettelsen af en agerdyrkningsskole. Frederiksværk kom imidlertid ikke til at høre til fideikommisset. Efter bestemmelser i en kodicil af 23. marts 1792 blev det for en vis afgift tilbudt prins Carl af Hessen, som overtog det. For øvrigt gik det med testamentet som med en række af de større begivenheder i Classens liv: Det gav anledning til megen forblommet tale. Hertil skal ikke regnes, at man i Norge med uvilje så, at ingen norsk institution særlig var betænkt i det, men testators eneste broder, konferensråd Peter Hersleb Classen den ældre, der for øvrigt blev testamentets loyale fuldbyrder og til sin død fideikommissets væsentligste direktør, antydede ofte, at et andet testamente formentlig urettelig var skaffet af vejen. Man kan bl.a. læse det ud af det efter hans anvisning over den afdøde i Vinderød Kirke ved Frederiksværk af Johannes Wiedewelt udførte ejendommelige monument i marmor. Konferensråd Classen lod tillige slå en medalje over broderen og opførte i Amaliegade i København en særlig bygning for den afdødes betydelige bibliotek, Det Classenske Bibliotek. Et også af ham foranstaltet mindesmærke over broderen, dennes buste i bronze på en 1759 ved Frederiksværk støbt kanon, findes nu på Københavns Tøjhus.
Classen døde efter nogen tids svagelighed uden børn. 16. august 1783 ægtede han Anna Elisabeth baronesse Iselin, født Fabritius (født 1735), datter af købmanden Michael Fabritius, en broder til hans tidligere kompagnon, Just Fabritius. Hun var enke efter den som friherre adlede købmand Reinhard Iselin og døde 17. marts 1786.